# Ernstbrunn
Ernstbrunn je městys v Rakousku ve spolkové zemi Dolní Rakousy v okrese Korneuburg. Žije zde přibližně přibližně 3 200 obyvatel.

## Geografie

### Geografická poloha
Ernstbrunn se nachází ve spolkové zemi Dolní Rakousy v regionu Weinviertel. Leží přibližně 20 km severně od okresního města Korneuburg. Rozloha území městyse činí 80,72 km², z nichž 27 % je zalesněných.

### Části obce
Území městyse Ernstbrunn se skládá z dvanácti částí (v závorce uveden počet obyvatel k 1. 1. 2015):
- Au (96)
- Dörfles (127)
- Ernstbrunn (1 444)
- Gebmanns (88)
- Klement (251)
- Lachsfeld (113)
- Maisbirbaum (233)
- Merkersdorf (156)
- Naglern (129)
- Simonsfeld (239)
- Steinbach (127)
- Thomasl (110)

### Sousední obce
- na severu: Gnadendorf
- na východu: Niederleis
- na jihu: Großrußbach, Niederhollabrunn
- na západu: Großmugl, Hollabrunn

## Politika

### Obecní zastupitelstvo
Obecní zastupitelstvo se skládá z 23 členů. Od komunálních voleb v roce 2015 zastávají následující strany tyto mandáty:
- 17 ÖVP
- 3 FPÖ
- 2 SPÖ
- 1 GRÜNE

### Starosta
Nynějším starostou městyse Ernstbrunn je Horst Gangl ze strany ÖVP.

## Galerie

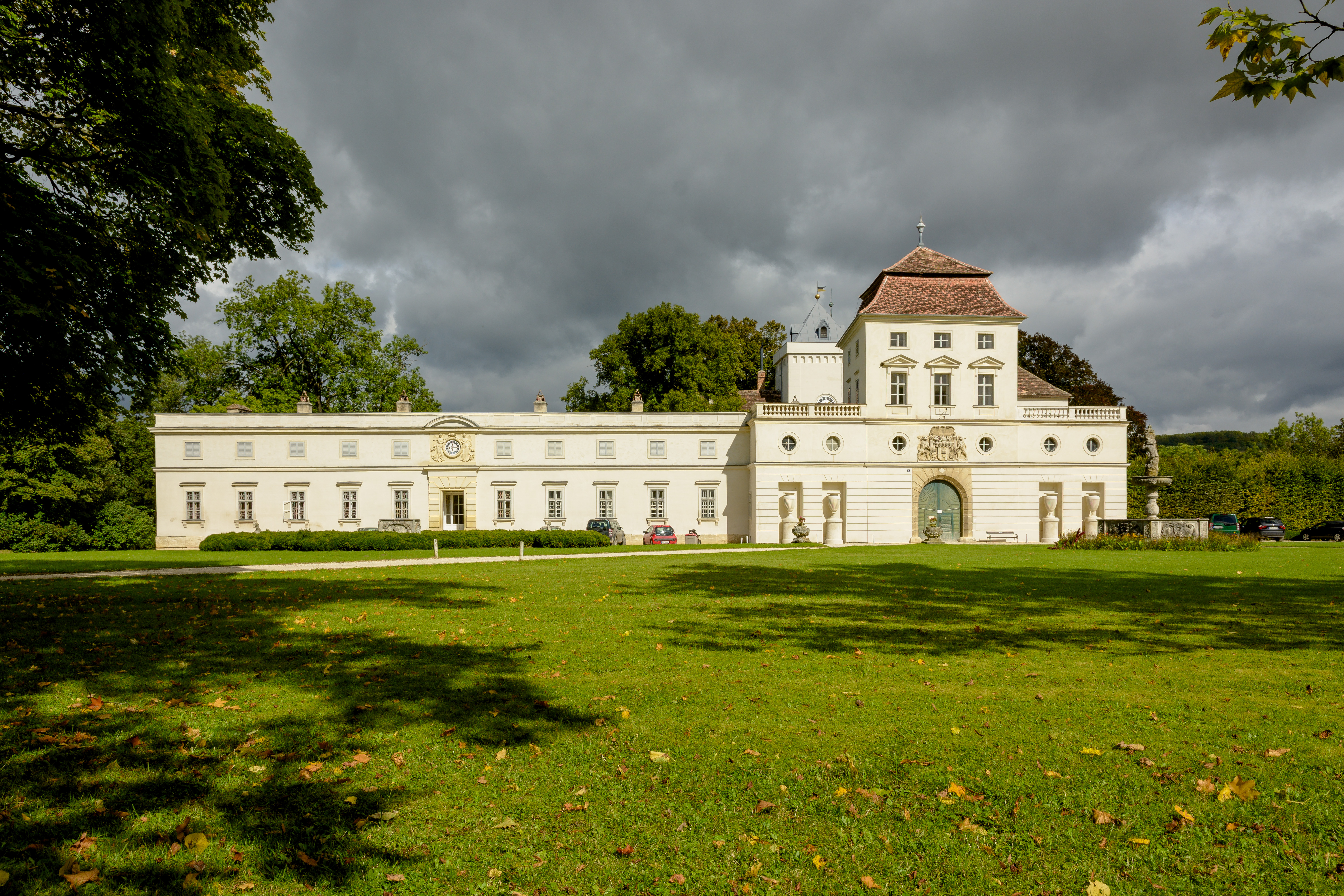
Zámek Ernstbrunn
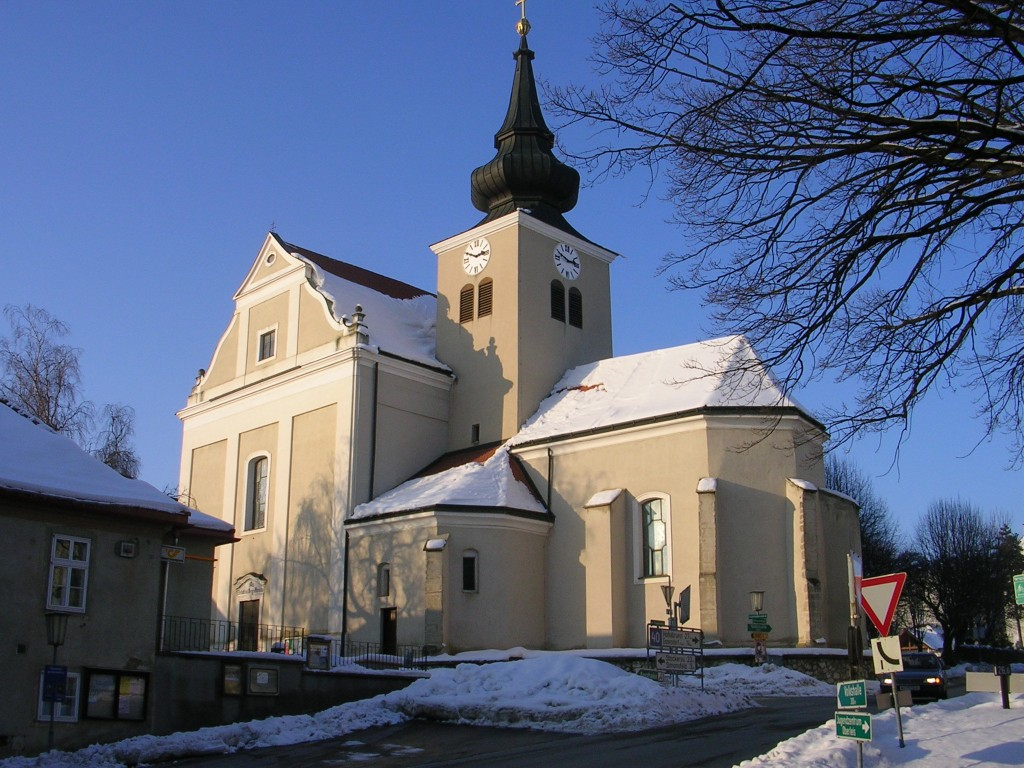
Farní kostel v Ernstbrunnu
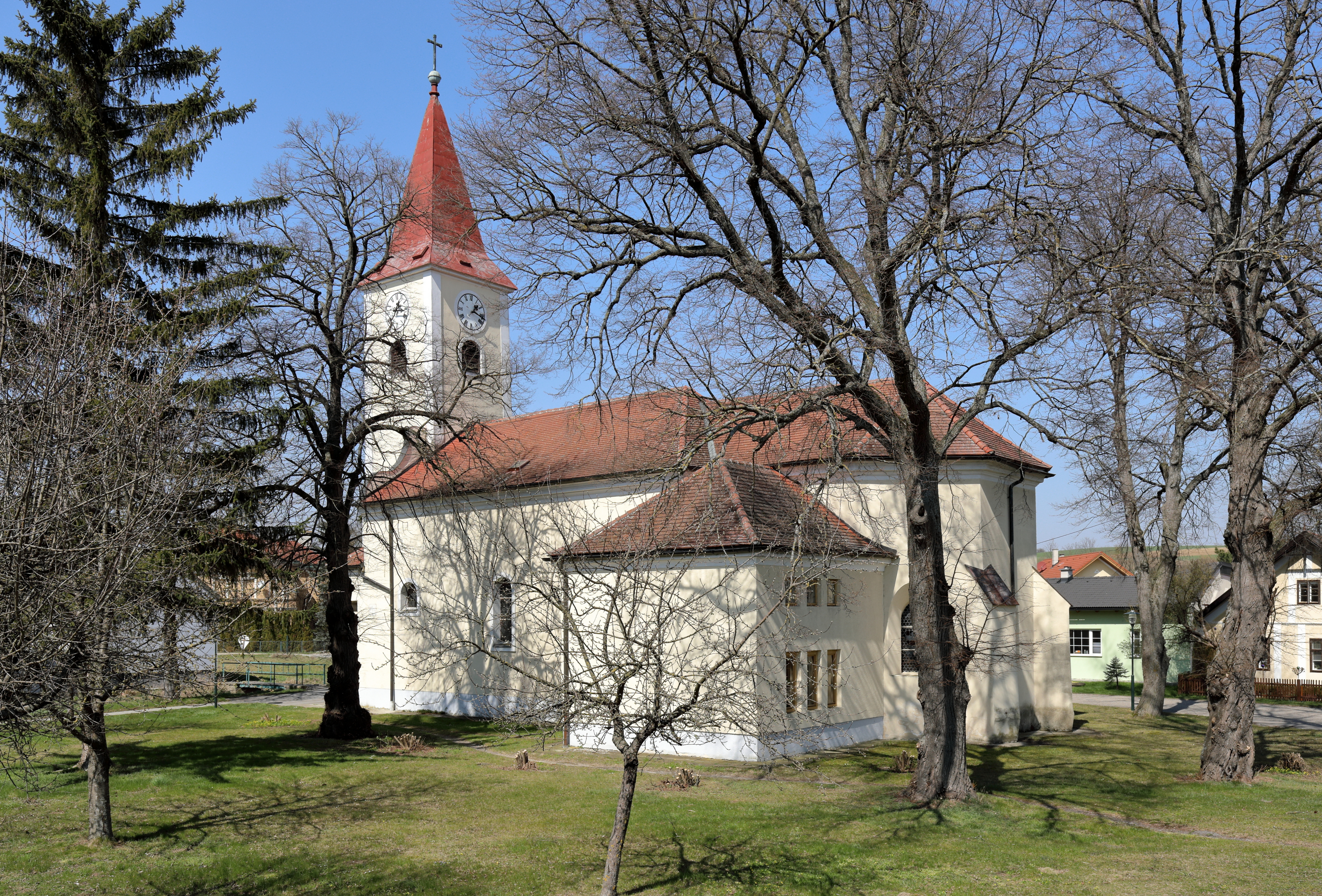
Farní kostel v Maisbirbaumu
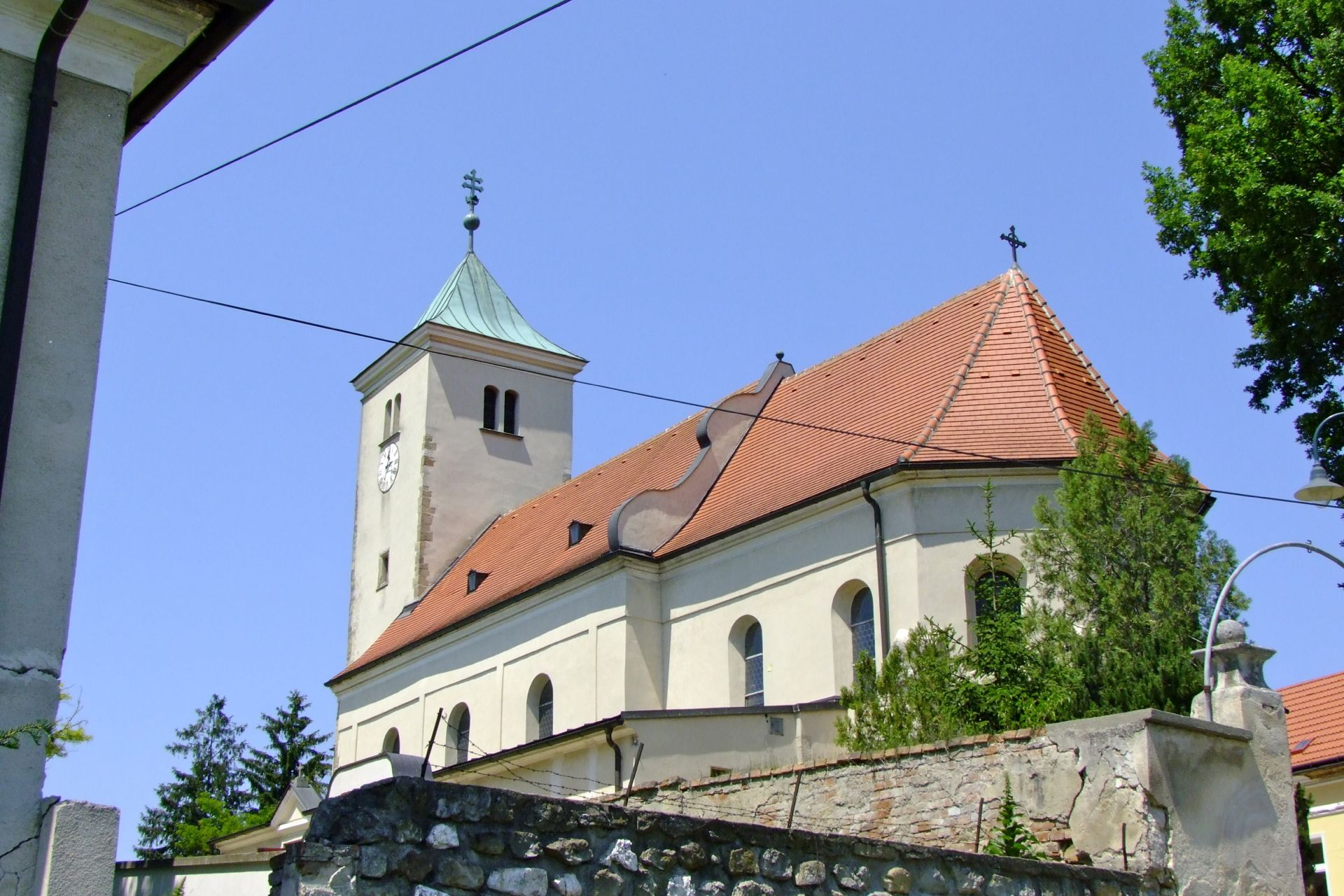
Farní kostel v Simonsfeldu
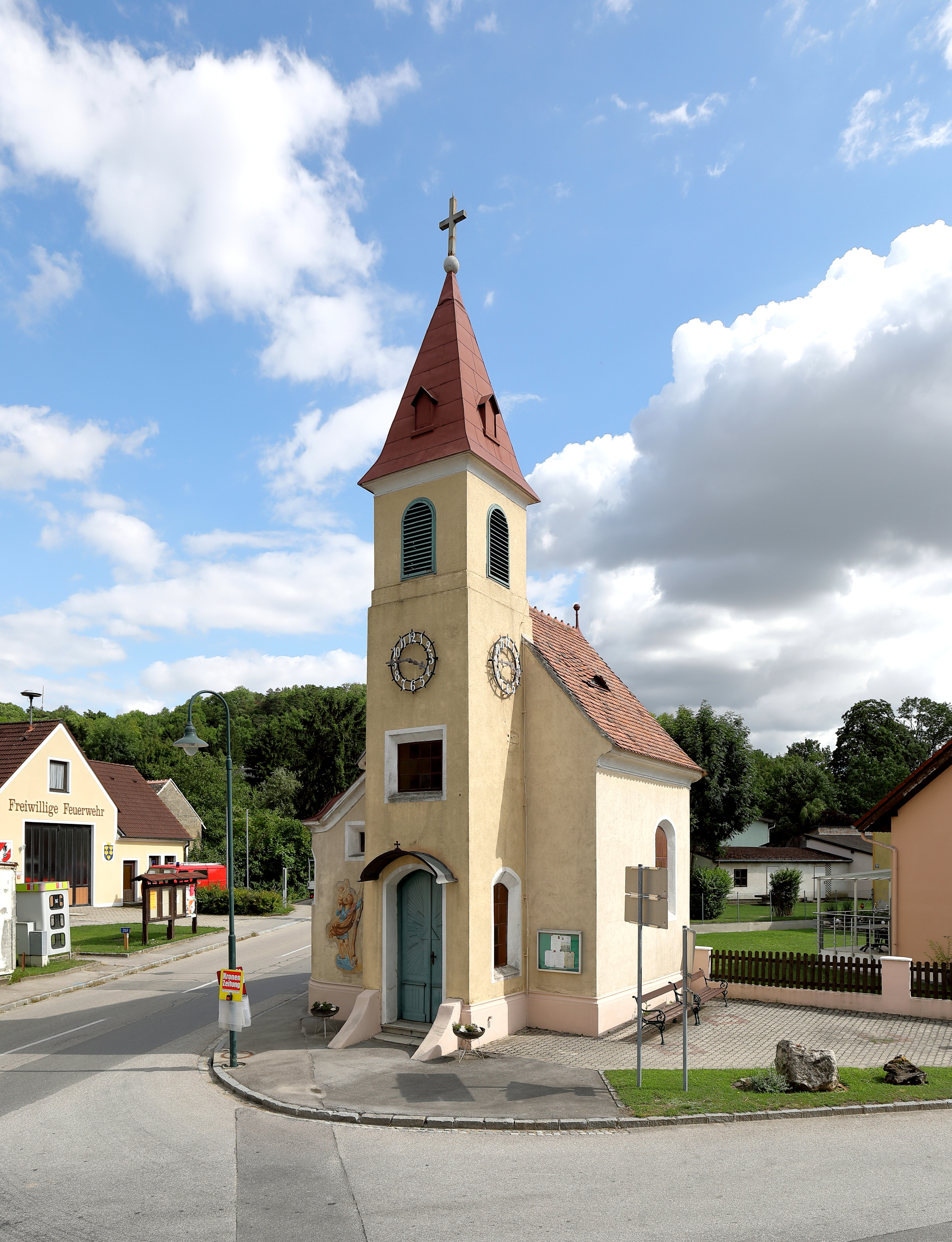
Kaple v Klementu
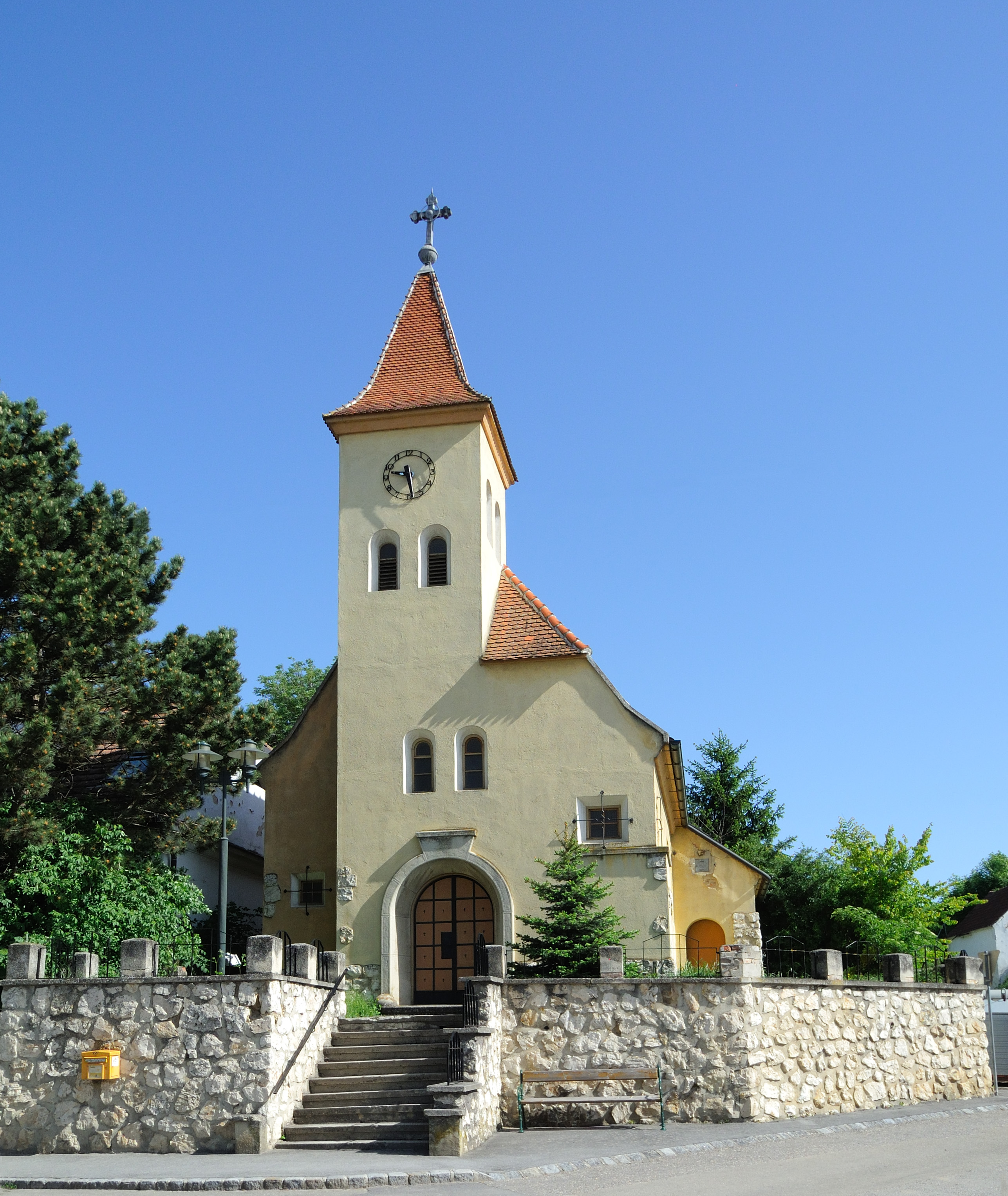
Kaple ve Steinbachu
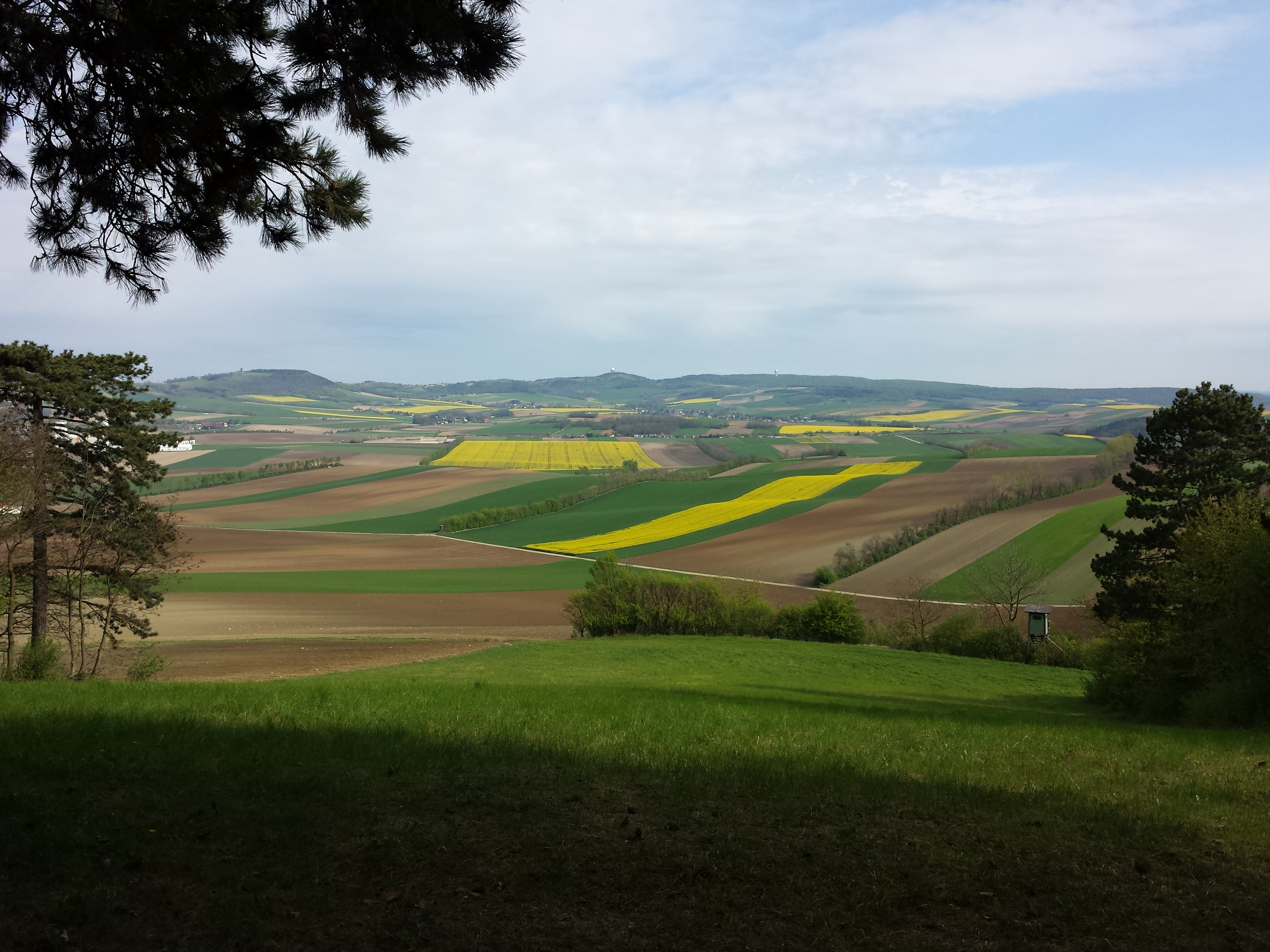
Okolní krajina
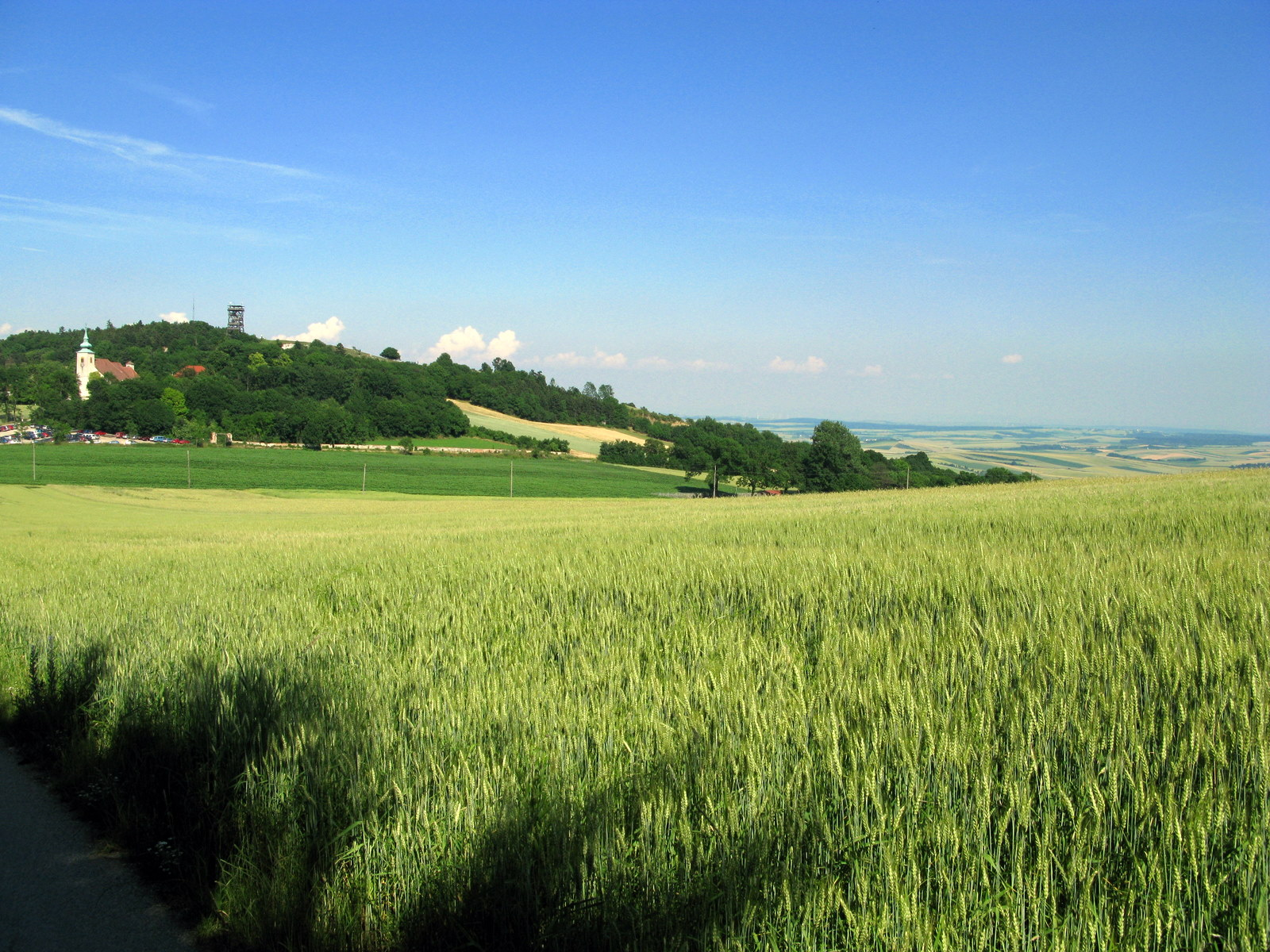
Okolí Oberleisu
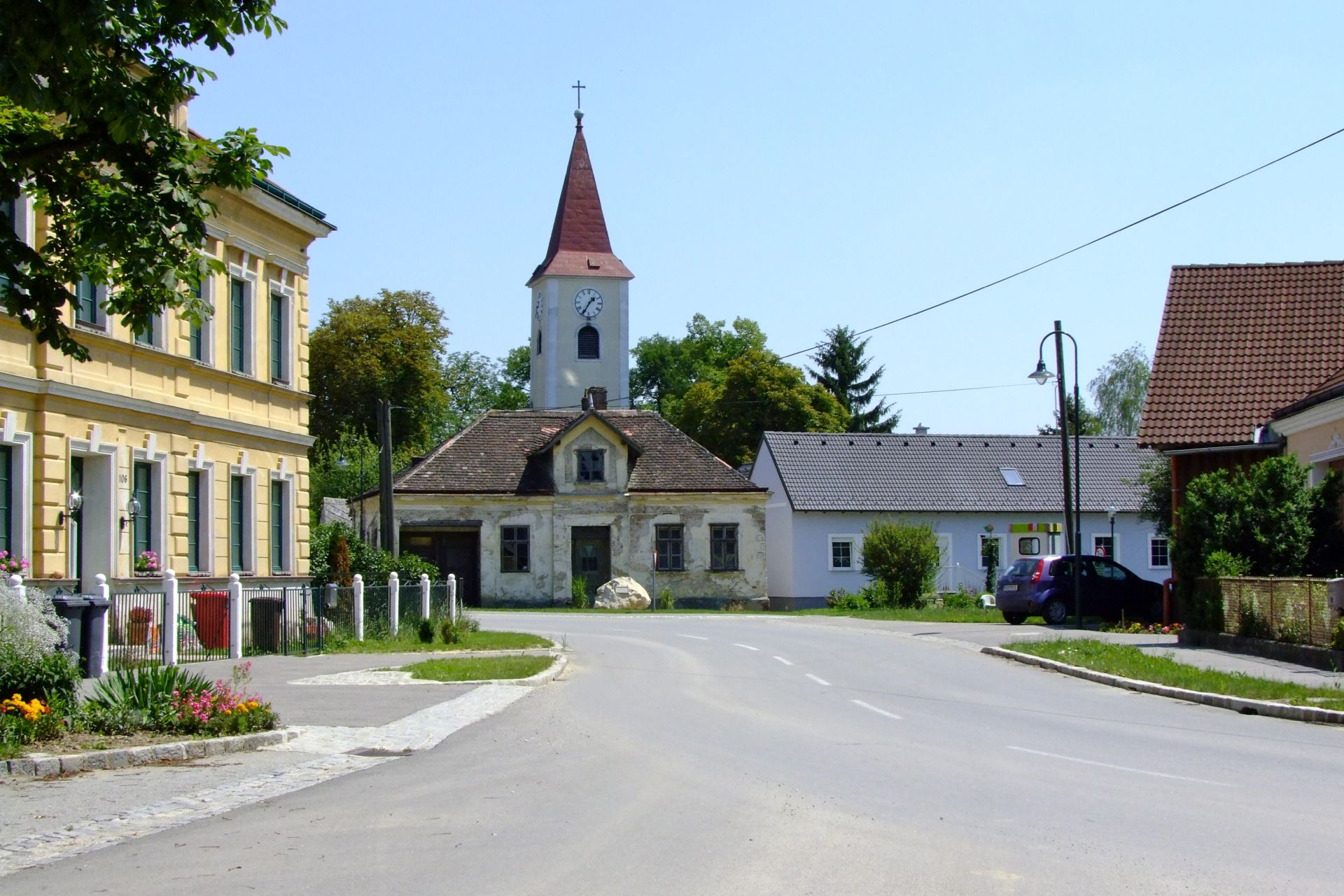
Maisbirbaum
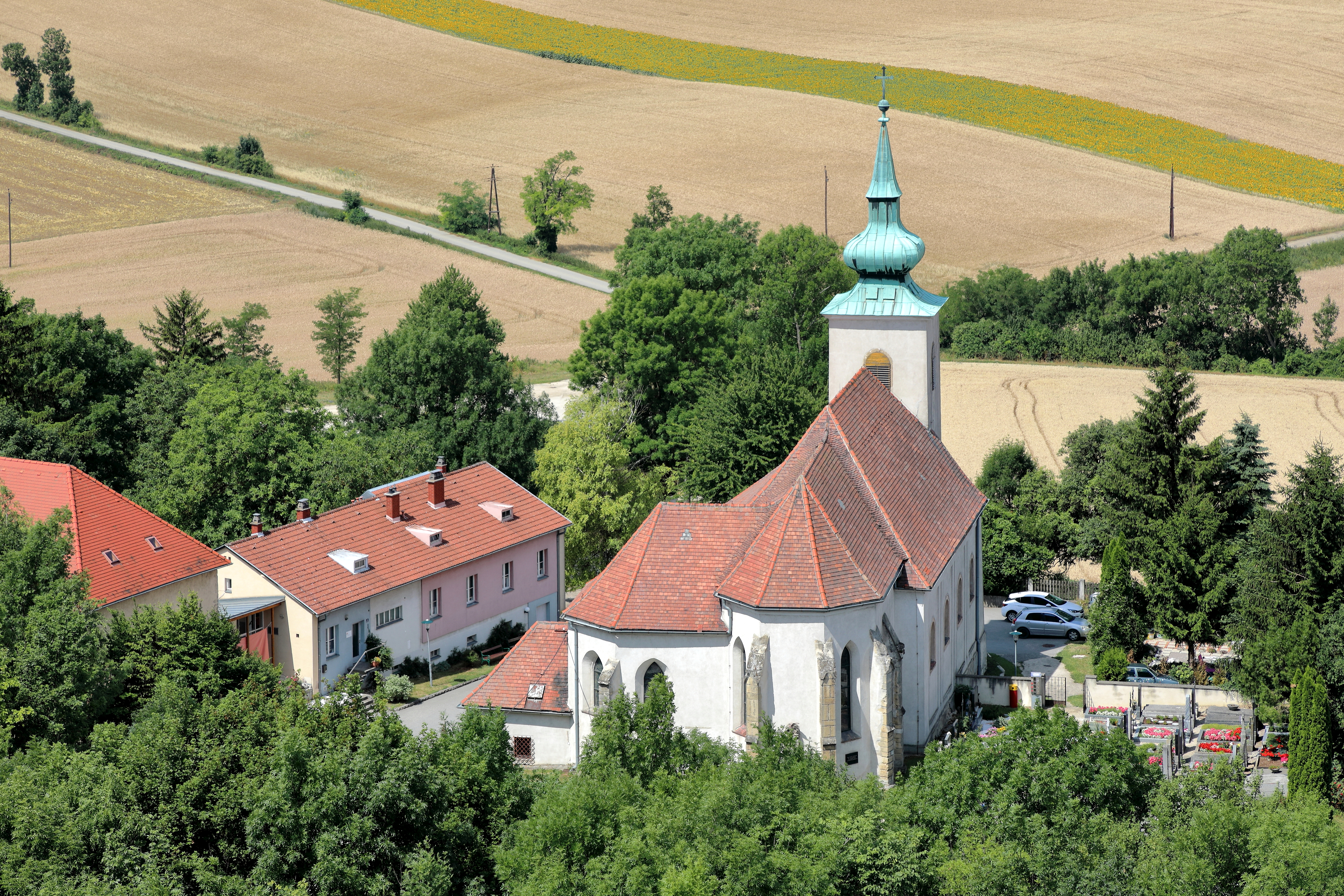
Oberleis